# Miran Jarc
Miran Jarc, slovenski pesnik, pisatelj, dramatik, publicist in prevajalec * 5. julij 1900, Črnomelj, † 24. avgust 1942, Pugled pri Starem Logu.

## Življenjepis
Rodil se je v uradniški družini očetu okrajnemu sodniku Jakobu in materi Mariji (rojena Uršič). V njegovi rojstni hiši je danes Mestna muzejska zbirka Črnomelj. Imel je tri brate in sestro. Družina se je preselila v Novo mesto, kjer je obiskoval gimnazijo. Njegovi sošolci, tudi njegov najboljši prijatelj Božidar Jakac, so odhajali na fronto prve svetovne vojne, kar je bil zanj duševni pretres. Sam je bil za odhod v vojsko telesno prešibak. Po maturi je v Zagrebu začel študirati slavistiko, francoščino in filozofijo. Z odprtjem ljubljanske univerze je študij nadaljeval v Ljubljani, kamor se je preselila cela družina. Ker je oče kmalu umrl, se je družina težko preživljala, zato je vse dohodke od honorarjev izročal v družinsko blagajno, opustil študij in se zaposlil v Ljubljanski kreditni banki.
Leta 1934 se je poročil s sestrično Zinko, naslednje leto se mu je rodila prva hčerka Eka (Rezika), dve leti kasneje pa Marija. O hčerkah je pisal dnevnik, v katerem se dotika aktualnih vprašanj tistega časa, o pričakovanju vojne in o vojnih časih. 28. junija 1942 so ga aretirali italijanski okupatorji. Določili so ga za internacijo v koncentracijskem taborišču Gonars. Med transportom so ga pri Verdu osvobodili partizani. To je opisal v osnutkih avtobiografske pripovedi Čudež nad Bistro. V njej je kot prvi slovenski pisatelj opisal likvidacijo, ki so jo izvedli partizani. Priključil se je partizanskemu delavskemu bataljonu in prišel v Kočevski Rog z ilegalnim imenom Janez Suhi. Pisal je literarna in propagandna besedila ter napredoval med člane izvršnega odbora OF in kulturne delavce. Dva meseca kasneje je padel med roško ofenzivo. Datum njegove smrti ni bil poznan do odkritja italijanskega poročila o zajetju dveh "banditov" pri Pugledu v Rogu. Enega so ubili, od zajetega pa na zaslišanju izvedeli, da so ustrelili človeka z imenom Miran Jarc. Zajeti partizan Pavle Kamenšek je preživel italijansko ujetništvo in kasneje tudi nemško taborišče.

## Literarno delo
Pisati je začel v dijaških letih v takrat umetniško razgibanem Novem mestu (Božidar Jakac, Anton Podbevšek). Kot dijak se je oklenil antropozofije – naziranja, da lahko človek intuitivno spoznava nadnaravne sile, spoznal budizem in se potem odločil za krščanstvo.
Pisal je pesmi, prozo, dramske poskuse, kritike in eseje ter kot avtor, igralec, violinist in vodja sodeloval v Slovenskem marionetnem gledališču Milana Klemenčiča. Leta 1918 so mu v Ljubljanskem zvonu objavili prvo pesem Večerni pogovor. Leta 1920 je pripravil pesniško zbirko Skrivnostni romar, ki je izšla leta 1927 v samozaložbi z naslovom Človek in noč, in velja za eno glavnih del slovenskega ekspresionizma.
Sodeloval je v revijah in časnikih Dom in svet, Ljubljanski zvon, Književni glasnik, Mladika, Ženski svet, Mentor, Križ na gori idr. od leta 1922 do približno 1935.
Prevajal je iz angleškega, ruskega, srbohrvaškega, zlasti pa iz francoskega jezika. Pisal je tudi ocene in poročila iz angleške, ameriške, flamske, češke, nemške, francoske, norveške, španske, ruske, srbske, hrvaške in nenazadnje tudi slovenske književnosti.

## Poezija
Jarc je izdal tri pesniške zbirke. Prva zbirka Človek in noč velja za eno osrednjih del slovenskega literarnega ekspresionizma, ustvarjalnost poznejših let pa postavljajo v okvire t. i. nove stvarnosti.
- Človek in noč (1927)
- Novembrske pesmi (1936)
- Lirika (1940)

O odnosu do lastnega ustvarjanja je Zinki napisal tole (pismo z 22. januarja 1919): »/.../ jaz ne uživam poezije le čustveno, ampak s kriticizmom lastnega duha motrim in presojam. Ne dam preje pesmi iz rok, dokler ni od vseh strani popolna in taka, kakeršne ni nikedo pred menoj napisal.« Ko je Miran Jarc pripravljal pesniške zbirke, je do izraza prihajala njegova umstvena naravnanost. Če je že za vse njegove posamič izhajajoče pesmi značilno, da so 'oznanjevalske', da vedno težijo v zelo resno 'poučevanje', potem nam mora biti jasno, da tudi njegove zbirke pomenijo/ustvarjajo neko pazljivo zaokroženo zgodbo avtorjevega spoznavnega razvoja. Jarčeve zbirke zato nikoli ne gredo v širino, v količinsko kopičenje pesmi: v prvo jih je zbral 22, v drugo le 12, v zadnji pa najdemo 19 naslovov (a pri njej je pesnik pod isto ime združil kar sedem sonetov).

### Človek in noč (1927)
Pesniški prvenec je Jarc izdal v samozaložbi leta 1927. Zbirko je likovno opremil njegov prijatelj Božidar Jakac. Rokopis naj bi imel že popolnoma izoblikovan leta 1925 pod naslovom Skrivnostni romar, ker je pričakoval, da mu jo bo natisnila Učiteljska tiskarna, ki pa mu je nato poslala
odklonilno pismo.
O izidu Jarčeve prve pesniške zbirke so pisali štirje idejno
različno misleči kritiki, zato ni nič čudnega, da je med njimi prišlo do razhajanj v osnovni opredelitvi idejnega profila prebrane lirike. V Ljubljanskem zvonu jo je ocenil liberalno usmerjeni Mirko Pretnar, v Domu in svetu
izrazito katoliško misleči Anton Vodnik, v Slovencu France Vodnik, v reviji Kritika pa Josip Vidmar.
Zbirka je tematsko trodelna – pesnikova odtujenost, spor čustev in razuma ter vesoljska tesnoba in radoživost. Jedro zbirke je krik razdvojenega »bolečinarja«, saj je osamljenost vir vse bolečine, odtujenost pa jo uzavešča. Človek umira sredi kaosa, sicer se zaveda skupnosti, a ta je izgubila svoja obzorja (Godba na potapljajoči se ladji), ujet je v družbeni vrtiljak, iz katerega ne more pobegniti (Vrtiljak). Pesnik se ustavlja pri duhovni nadstavbi, razum in čustvo se sovražita, kakor tudi v njegovi prozi in dramatiki. Pesnik v zbirki še ni mogel premagati razuma. Človek je vtkan v »zagoteno vesoljsko telo«, ki ga veže (Človek in noč), osamljenosti je podrejeno tudi ljubezensko čustvo (Ne morem ti roke več dati).

## Proza
Prav tako kot poezija je Jarca privlačila tudi proza. Napisal je več kratkih zgodb in samo en roman. Med ogromno količino proznih del sodijo tudi:
- Stara zgodba (1922)
- Črni čarodeji (novela) (1923)
- Zakleti grad (novela) (1925)
- Novo mesto (roman) (1932) (2005, življenjepis)
- Pustolovec (1933)
- Črna roža (roman) (1934)
- Zakopani zakladi (mladinska povest) (1940)
- Jalov dom (povest) (1941)

Pripovedništvo
Jarca je raslo iz cankarjanskega simbolizma, predvsem tistega, ki je vseboval socialno
kritiko nehumane družbe. Novosti, ki se jima je približal, sta kafkovski
tip proze in proza absurda. Glavna karakteristika Jarčeve proze je socialno-kozmični
ekspresionizem. Kot pripovednik je zelo redko dosegel potrebno epsko širino in tudi njegova
proza je, tako kot poezija, pedagoško urejevanje sveta.

### Novo mesto (1932)
Moreče vojno vzdušje je najpomembnejša sestavina avtobiografskega romana Novo mesto (1932), ekspresionistični pripovedni in izpovedni roman, prepojen z vojno in protivojno tematiko. Je Jarčev edini roman, nastal pa je v njegovem drugem ustvarjalnem obdobju. Objavil ga je leta 1930 v Ljubljanskem zvonu, dve leti kasneje še v knjižni obliki. Po romanu je bil 1989 posnet film Veter v mreži.
Glavni junak je Danijel Bohorič, petošolec novomeške gimnazije, pesnik, zaljubljen v Natašo Stein. Kakor tudi druge sošolce ga zaznamuje čas prve svetovne vojne in propada Avsto-Ogrske monarhije. Poleg njegove zgodbe spremljamo tudi dozorevanja njegovih prijateljev. Tone Jerman, ki v vdovi Mariji Pirnat išče čisto
ljubezen, nanjo je bolestno ljubosumen, ljubi in jo hkrati sovraži. Realnost vojne ga pahne v norost, pristane v umobolnici. Andrej Vrezec, ki nastopa kot izpovedovalec svojih nadzorov o novem futurističnem času, novem pojmovanju
literature, ki ne priznava kulturne tradicije. Edvard Barbič, ki pride navzkriž s filozofijo Bohoriča, saj se ogreva za Darwina, Marxa in francoske revolucionarje, in Pavel Zorec kot idejni antipod Bohoriča. Bohoričeva komplementarna slika je Pavel Kamin, pisarniški uradnik, ki nastopa kot demonski kritik malomeščanske družbe.
Novo mesto velja za avtobiografsko generacijski roman (Zadravec). Kot Bohoriča bom 
prepoznali samega Jarca, čeprav Zadravec trdi, da Jarčev »peterodelni jaz« ni izkazan samo v Bohoriču, pač pa tudi v Jermanu, Vrezcu in Barbiču. Vendar je mogoče trditi, da je Jarc v Jermanu upodobil Antona Puca, Vrezcu Antona Podbevška, Barbiču Edvina Šerka in v Zorcu Boga Teplyja.

## Dramatika
V prvih treh dramah je nakazana moralna, socialna in bivanjska situacija nekega časa in v njej kratek dogodek, ki predstavlja človekovo odločitev v tej situaciji. Te pesnitve so bolj pričevanje o času in izpovedovanje idej kakor pa dramatično dogajanje. V Vergeriju pa je pesnik skušal zajeti sodobni čas in svet v kozmičnem nasprotju velikega razvrata in prihodnje harmonije, kjer nas uvaja v boj med golim razumom in voljo do ustvarjajoče duhovne sprostitve.
- Izgon iz raja (1922) (Koblar: 153−154)
- Ognjeni zmaj (1923)  (Koblar: 154−156) (COBISS)
- Klic iz grobnice (1924) (Koblar: 156−157)
- Vergerij (1927, 1929, 1932) (Koblar: 157−162) (COBISS)

## Poimenovanja
Po Miranu Jarcu se imenujejo ulice v Črnomlju, Dobu in Novem mestu ter dve osnovni šoli: Osnovna šola Mirana Jarca Črnomelj in Osnovna šola Mirana Jarca v Ljubljani. Po njem sta poimenovana tudi Kulturno društvo Miran Jarc Škocjan, ki ima sedež v Domžalah in knjižnica Mirana Jarca Novo mesto.
Odkrili so dva doprsna kipa Mirana Jarca, v novomeški Knjižnici Mirana Jarca 14. aprila 1956, katerega avtor je Jakob Savinšek, in v OŠ Mirana Jarca Črnomelj 6. februarja 2010, katerega avtor je akademski kipar Jožef Vrščaj.
Leta 2002 je na pokopališču v Starem Logu Društvo za vzdrževanje partizanskih grobišč v Rogu postavilo spomenik Miranu Jarcu (po načrtu arhitekta Sama Černača), dve leti kasneje pa je bila na pobudo profesorja Jožeta Škufce ter Marije in Jožeta Staniša iz Starega Loga v požgani vasi Pugled, na mestu, kjer naj bi Jarc – Janez Suhi padel, postavljena lesena tabla z napisom o njegovi smrti. V Starem Logu je stala tudi spominska plošča Miranu Jarcu, ki jo je 13. septembra 1952 postavilo Društvo slovenskih pisateljev, a so jo zaradi nujno potrebne obnove odstranili.